# 140 км (зупинний пункт, Донецька залізниця)
140 кіломе́тр — залізничний пасажирський зупинний пункт Луганської дирекції Донецької залізниці.
Розташований за кількасот метрів від села Глибоке, Сорокинський район, Луганської області на лінії Родакове — Ізварине між станціями Лутугине (23 км) та Сімейкине (7 км).
Через військову агресію Росії на сході Україні транспортне сполучення припинене.